# Ремо Джироне
Ре́мо Джиро́не (італ. Remo Girone; нар. 1 грудня 1948) — італійський актор театру та кіно. Українському глядачеві найбільш відомий за участю у серіалі Спрут у ролі Тано Карідді.

## Життєпис
Народився 1948 року в Еритреї за часів Британської військової адміністрації. З 1982 року одружений з аргентинською акторкою Вікторією Сінні.

## Фільмографія
- 1987 —  Спрут-3
- 1989 —  Спрут-4
- 1990 —  Спрут-5
- 2016 — Закон ночі — Масо Пескаторе
- 2018 — Ефір — старий священик